# Adicella syriaca
Adicella syriaca är en nattsländeart som beskrevs av Georg Ulmer 1907. Adicella syriaca ingår i släktet Adicella och familjen långhornssländor. Inga underarter finns listade i Catalogue of Life.